# Linguiça Blumenau
A linguiça Blumenau é um embutido defumado, do tipo mettwurst (linguiça originária da Alemanha), feito com paleta e pernil suínos moídos, gordura e condimentos, criado por imigrantes alemães no sul do Brasil. O nome é uma referência à sua origem da região de Blumenau, em Santa Catarina.

## História
No Século XIX, com a imigração alemã para a região do Vale do Itajaí em Santa Catarina, a gastronomia estrangeira adaptou-se à realidade local. Os alemães dominavam a técnica de charcutaria, que permitia a conservação de carnes por mais tempo. Além disso, era comum a presença de defumadores nas residências. No início do Século XX, a receita como é conhecida hoje foi criada pela antiga Weege Indústria Alimentícia, que após falir, ficou conhecida como Olho Embutidos e Defumados.  a receita tradicional da  linguiça Blumenau é feita a partir da seleção de paleta, carnes, pernil e toucinho suíno, temperados com pimenta e alho in natura, seguindo o processo de defumação artesanal. Apesar do nome, o produto é originário de Pomerode, cidade vizinha que pertencia à Blumenau na época. O nome se popularizou por causa de turistas que visitavam a região e levavam linguiça para outros estados. A linguiça segue um processo de fabricação artesanal e o clima da região contribui para seu sabor.
Em 2015, a linguiça Blumenau foi tombada como patrimônio cultural imaterial na cidade de Blumenau. O produto é um dos símbolos da Festa Pomerana, em Pomerode, além de fazer sucesso em outras festas catarinenses como a Oktoberfest.
De acordo com a Instrução Normativa Nº 4 do Ministério da Agricultura, Pecuária e Abastecimento, a composição de qualquer linguiça deve incluir carne das diferentes espécies de animais de açougue e sal, entretanto a linguiça Blumenau não pode conter proteínas não cárnicas.
É válido notar que o uso da carne suína na região é uma prática cultural, cujo conhecimento prático é transmitido através da produção do alimento. As mudanças mercadológicas do produto podem, portanto, estar afetando a identidade e a memória da linguiça na região. Normas sanitárias, por exemplo, podem limitar certas práticas tradicionais no ato de embutir alimentos derivados da carne suína, impedindo sua comercialização. O que pode fazer a produção tradicional de base familiar desaparecer.